# Philipp Adam Eltz
Baron Philipp Adam von und zu Eltz (1665–1727) – hanowerski polityk i dyplomata.
W 1693 r. został "mistrzem (marszałkiem) dworu" (Hofmeister), a w 1724 tzw. wojewodą (w Hanowerze oznaczenie głównego ministra od spraw wewnętrznych).
W latach 1714–1715, a potem w 1718 był hanowerskim wysłannikiem w Berlinie.